# ディキンソン郡 (カンザス州)
ディキンソン郡（英: Dickinson County）は、アメリカ合衆国カンザス州の中央部東に位置する郡である。2010年国勢調査での人口は19,754人であり、2000年の19,344人から2.1%増加した。郡庁所在地はアビリーン市（人口6,844人）であり、同郡で人口最大の都市でもある。郡名はニューヨーク州選出アメリカ合衆国上院議員を務めたダニエル・S・ディキンソンに因んで名付けられた。

## 歴史

### 19世紀
1887年、モンロー・ヘリントンという男が郡内ヘリントンの町を通してシカゴ・カンザス・ネブラスカ鉄道を建設させることに成功した。ヘリントンはその町が分岐点になるべく土地と通行権を与え、そこに店舗、2つの丸家、荷物置き場、ブリッジヤード、電報室など多くの建物を建てた。荷物置き場と2階建て駅舎には石灰岩を供給した。駅舎は28 x 66フィート (8.5 x 20 m) あり、後には28 x 105フィート (8.5 x 32 m) に拡張された。

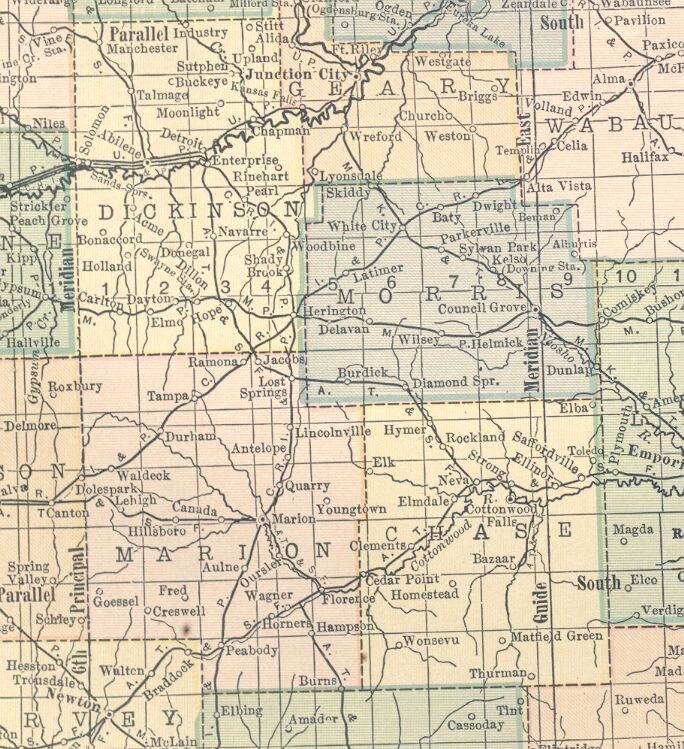
1914年の鉄道路線図

1887年、シカゴ・カンザス・ネブラスカ鉄道はトピカからヘリントンに至る幹線を建設した。この幹線はトピカ、バレンシア、ウィラード、メイプルヒル、ベラ、パクシコ、マクファーランド、アルマ、ボーランド、アルタビスタ、ドワイト、ホワイトシティ、ラティマーおよびヘリントンを結んだ。
この年、シカゴ・カンザス・ネブラスカ鉄道はヘリントンからプラットまで幹線を延伸した。この延伸部はラモナ、タンパ、ダーラム、ウォルデック、カントン、ガルバ、マクファーソン、グローブランド、インマン、メドラ、ハッチンソン、ホワイトサイド、パートリッジ、アーリントン、ラングドン、チューロン、プレストン、ナトロナ、プラットを結んだ。1888年、この幹線がリベラルまで延伸された。さらに後にはニューメキシコ州トゥクムカリとテキサス州エルパソまで延伸された。この線は「ゴールデンステート線」と呼ばれた。
1887年、シカゴ・カンザス・ネブラスカ鉄道はヘリントンからコールドウェルに至る南北方向の支線を建設した。この支線はヘリントンから、ロストスプリングス、リンカーンビル、アンテロープ、マリオン、オールン、ピーボディ、エルビング、ホワイトウォーター、ファーリー、ケチ、ウィチタ、ペック、コービン、ウェリントンとコールドウェルを結んだ。1893年までにこの支線はテキサス州フォートワースまで順に延伸された。この線は「OKT」と呼ばれた。
シカゴ・カンザス・ネブラスカ鉄道は1891年に倒産し、シカゴ・ロック・アイランド・アンド・パシフィック鉄道に買収された。さらにこの会社は1世紀後の1980年に閉鎖され、オクラホマ・カンザス・テキサス鉄道に再編され、1988年にはミズーリ・パシフィック鉄道と合併し、1997年にはユニオン・パシフィック鉄道と合併した。地元の人はこの線を「ロックアイランド」と呼んでいる。
1887年、アッチソン・トピカ・アンド・サンタフェ鉄道が州内ネバ（ストロングシティの西3マイル (5 km)）からネブラスカ州スーピアリアまでの支線を建設した。この支線はストロングシティ、ネバ、ロックランド、ダイアモンドスプリングス、バーディック、ロストスプリングス、ジェイコブス、ホープ、ナバーレ、エンタープライズ、アビリーン、タルマージ、マンチェスター、ロングフォード、オークヒル、ミルトンベール、オーロラ、ハッシャー、コンコーディア、カックレー、コートランド、ウェバーを結びネブラスカ州のスーピアリアを繋いだ。ある時点でネバからロストスプリングスまでの線路は撤去されたが、通行権は放棄されなかった。この支線は当初、「ストロングシティ・アンド・スーピアリア線」と呼ばれたが、後に短縮されて「ストロングシティ線」となった。1996年、アッチソン・トピカ・アンド・サンタフェ鉄道はバーリントン・ノーザン鉄道と合併し、現在のBNSF鉄道となっている。地元の人間は現在でもこの線を「サンタフェ鉄道」と呼んでいる。

### 21世紀
2010年、キーストーン・クッシング・パイプライン（フェイズ2)がディキンソン郡を南北に貫いて建設され、免税や漏洩が起きた場合の環境問題について議論を呼んだ。「ホープ」と呼ばれるポンプ場がパイプラインに沿って建設された。

## 法と政府
ディキンソン郡はアルコールを禁じる、すなわち「ドライ」の郡だったが、1986年にカンザス州憲法が修正され、住民は投票で個人が嗜むアルコール飲料の販売を承認した。ただし、食料販売量の30%までという制限が付いた。

## 地理
アメリカ合衆国国勢調査局に拠れば、郡域全面積は852.12平方マイル (2,207.0 km2)であり、このうち陸地は847.92平方マイル (2,196.1 km2)、水域は4.20平方マイル (10.9 km2)で水域率は0.49%である。

### 隣接する郡
- クレイ郡 - 北
- ギアリー郡 - 東
- モリス郡 - 南東
- マリオン郡 - 南
- マクファーソン郡 - 南西
- セイリーン郡 - 西
- オタワ郡 - 北西

## 人口動態

人口ピラミッド

以下は2000年の国勢調査による人口統計データである。
| 基礎データ - 人口: 19,344人 - 世帯数: 7,903 世帯 - 家族数: 5,421 家族 - 人口密度: 9人/km2（23人/mi2） - 住居数: 8,686軒 - 住居密度: 4軒/km2（10軒/mi2） 人種別人口構成 - 白人: 96.44% - アフリカン・アメリカン: 0.58% - ネイティブ・アメリカン: 0.49% - アジア人: 0.30% - 太平洋諸島系: 0.01% - その他の人種: 0.82% - 混血: 1.36% - ヒスパニック・ラテン系: 2.30% 年齢別人口構成 - 18歳未満: 25.7% - 18-24歳: 6.3% - 25-44歳: 26.3% - 45-64歳: 23.1% - 65歳以上: 18.6% - 年齢の中央値: 40歳 - 性比（女性100人あたり男性の人口） - 総人口: 95.1 - 18歳以上: 91.6 | 世帯と家族（対世帯数） - 18歳未満の子供がいる: 31.1% - 結婚・同居している夫婦: 57.9% - 未婚・離婚・死別女性が世帯主: 7.7% - 非家族世帯: 31.4% - 単身世帯: 28.1% - 65歳以上の老人1人暮らし: 14.1% - 平均構成人数 - 世帯: 2.40人 - 家族: 2.94人 収入と家計 - 収入の中央値 - 世帯: 35,975米ドル - 家族: 43,952米ドル - 性別 - 男性: 30,889米ドル - 女性: 18,526米ドル - 人口1人あたり収入: 17,780米ドル - 貧困線以下 - 対人口: 7.5% - 対家族数: 5.3% - 18歳未満: 8.7% - 65歳以上: 11.3% |

## 都市と町

### 法人化された都市
都市名の後の数字は2010年国勢調査での人口を示す。
- アビリーン, 6,844 - 郡庁所在地
- ヘリントン, 2,526
- チャップマン, 1,393
- ソロモン, 1,095、一部は セイリーン郡内
- エンタープライズ, 855
- ホープ, 368
- ウッドバイン, 170
- マンチェスター, 95
- カールトン, 42

## その他の町
| - バッキー - デトロイト - ディロン - エルモ - ホランド - インダストリー - ライオナ | - ナバレ - パール - シャディブルック - ストーニー - サトペン - タルマージ - アップランド |

## 郡区
ディキンソン郡は24の郡区に分けられている。アビリーン市は「政治的に独立」とは見なされ、下記郡区の数字からは外されている。下表で「人口中心」は最大都市であり、特に大きな数字でなければ、郡区の人口に含まれるものである。
| 郡区 | FIPSコード | 人口中心 | 人口  | 人口密度 /km2 (/sq mi) | 陸地面積 km2 (sq mi) | 水域 km2 (sq mi) | 水域率(%) | 座標                                                              |
| --- | ---------- | -------- | ----- | ---------------------- | -------------------- | ---------------- | --------- | ----------------------------------------------------------------- |
| バナー                                                                                                  | 03975      |          | 148   | 2 (4)                  | 92 (35)              | 1 (0)            | 0.62%     | 北緯38度39分37秒 西経97度11分50秒 / 北緯38.66028度 西経97.19722度 |
| バッキー                                                                                                | 08925      |          | 437   | 5 (12)                 | 94 (36)              | 0 (0)            | 0.15%     | 北緯38度59分1秒 西経97度12分58秒 / 北緯38.98361度 西経97.21611度  |
| センター                                                                                                | 11675      |          | 1,210 | 13 (34)                | 92 (35)              | 2 (1)            | 2.16%     | 北緯38度54分32秒 西経97度6分21秒 / 北緯38.90889度 西経97.10583度  |
| チーバー                                                                                                | 12700      |          | 149   | 2 (4)                  | 93 (36)              | 0 (0)            | 0.04%     | 北緯39度5分58秒 西経97度11分42秒 / 北緯39.09944度 西経97.19500度  |
| フロラ                                                                                                  | 23550      |          | 217   | 2 (6)                  | 93 (36)              | 0 (0)            | 0.08%     | 北緯39度5分12秒 西経97度19分4秒 / 北緯39.08667度 西経97.31778度   |
| フラグラントヒル                                                                                        | 24250      |          | 251   | 3 (8)                  | 77 (30)              | 0 (0)            | 0.21%     | 北緯39度4分54秒 西経97度0分34秒 / 北緯39.08167度 西経97.00944度   |
| ガーフィールド                                                                                          | 25550      |          | 189   | 2 (5)                  | 94 (36)              | 0 (0)            | 0.06%     | 北緯38度49分22秒 西経97度18分43秒 / 北緯38.82278度 西経97.31194度 |
| グラント                                                                                                | 27625      |          | 918   | 11 (29)                | 82 (32)              | 1 (1)            | 1.58%     | 北緯38度54分42秒 西経97度12分22秒 / 北緯38.91167度 西経97.20611度 |
| ヘイズ                                                                                                  | 30900      |          | 233   | 3 (8)                  | 78 (30)              | 0 (0)            | 0.04%     | 北緯38度59分43秒 西経97度6分8秒 / 北緯38.99528度 西経97.10222度   |
| ホランド                                                                                                | 32625      |          | 107   | 1 (3)                  | 93 (36)              | 0 (0)            | 0.17%     | 北緯38度40分19秒 西経97度18分39秒 / 北緯38.67194度 西経97.31083度 |
| ホープ                                                                                                  | 33100      |          | 519   | 6 (15)                 | 92 (35)              | 0 (0)            | 0.45%     | 北緯38度39分36秒 西経97度5分13秒 / 北緯38.66000度 西経97.08694度  |
| ジェファーソン                                                                                          | 35175      |          | 166   | 2 (5)                  | 94 (36)              | 0 (0)            | 0.46%     | 北緯38度44分1秒 西経97度11分45秒 / 北緯38.73361度 西経97.19583度  |
| リバティ                                                                                                | 40000      |          | 405   | 4 (9)                  | 114 (44)             | 0 (0)            | 0.11%     | 北緯38度49分11秒 西経96度57分35秒 / 北緯38.81972度 西経96.95972度 |
| リンカーン                                                                                              | 40625      |          | 1,669 | 18 (46)                | 93 (36)              | 2 (1)            | 1.99%     | 北緯38度54分51秒 西経97度20分46秒 / 北緯38.91417度 西経97.34611度 |
| ローガン                                                                                                | 41850      |          | 202   | 2 (6)                  | 94 (36)              | 0 (0)            | 0.23%     | 北緯38度49分12秒 西経97度5分3秒 / 北緯38.82000度 西経97.08417度   |
| ライアン                                                                                                | 43475      |          | 252   | 3 (8)                  | 86 (33)              | 1 (0)            | 0.98%     | 北緯38度39分32秒 西経96度59分20秒 / 北緯38.65889度 西経96.98889度 |
| ニューバーン                                                                                            | 50225      |          | 349   | 4 (10)                 | 94 (36)              | 0 (0)            | 0.14%     | 北緯38度50分6秒 西経97度11分43秒 / 北緯38.83500度 西経97.19528度  |
| ノーブル                                                                                                | 50800      |          | 1,730 | 21 (55)                | 81 (31)              | 1 (0)            | 1.29%     | 北緯38度58分59秒 西経97度0分23秒 / 北緯38.98306度 西経97.00639度  |
| リッジ                                                                                                  | 59800      |          | 160   | 2 (4)                  | 94 (36)              | 0 (0)            | 0.43%     | 北緯38度44分14秒 西経97度5分0秒 / 北緯38.73722度 西経97.08333度   |
| ラインハート                                                                                            | 59900      |          | 194   | 2 (5)                  | 93 (36)              | 0 (0)            | 0.40%     | 北緯38度55分18秒 西経96度59分30秒 / 北緯38.92167度 西経96.99167度 |
| シャーマン                                                                                              | 64925      |          | 147   | 2 (5)                  | 78 (30)              | 0 (0)            | 0 %       | 北緯39度5分6秒 西経97度6分10秒 / 北緯39.08500度 西経97.10278度    |
| ユニオン                                                                                                | 72100      |          | 176   | 2 (5)                  | 94 (36)              | 0 (0)            | 0.20%     | 北緯38度43分38秒 西経96度58分14秒 / 北緯38.72722度 西経96.97056度 |
| ホイートランド                                                                                          | 77625      |          | 152   | 2 (4)                  | 93 (36)              | 0 (0)            | 0.18%     | 北緯38度43分59秒 西経97度18分27秒 / 北緯38.73306度 西経97.30750度 |
| ウィロウデール                                                                                          | 79450      |          | 258   | 3 (7)                  | 93 (36)              | 0 (0)            | 0.05%     | 北緯38度59分41秒 西経97度18分7秒 / 北緯38.99472度 西経97.30194度  |
| Sources: “Census 2000 U.S. Gazetteer Files”. U.S. Census Bureau, Geography Division. 2012年4月1日閲覧。 |            |          |       |                        |                      |                  |           |                                                                   |

## 教育

### 統一教育学区
- USD 393, ソロモン
  - ソロモン、田園部
- USD 435, アビリーン
  - アビリーン、田園部
- USD 473, チャップマン
  - チャップマン、カールトン、マンチェスター、エンタープライズ、田園部
- USD 487, ヘリントン
  - ヘリントン、田園部

隣接郡の教育学区
- USD 481, ルーラルビスタ
  - ホープ、ウッドバイン、田園部